# 41 por la libertad
41 por la libertad (en inglés: 41 for Freedom) se refiere a los submarinos de misiles balísticos de la flota de la Marina de los EE. UU. (FBM) de las clases George Washington, Ethan Allen, Lafayette, James Madison y Benjamin Franklin. Todos estos submarinos entraron en servicio entre 1959 y 1967, ya que el objetivo era crear lo más rápidamente posible un elemento disuasivo en el mar creíble y con capacidad para sobrevivir. Estos submarinos fueron apodados "41 por la libertad" una vez que el objetivo de 41 submarinos de misiles balísticos de propulsión nuclear (SSBN) se estableció a principios de la década de 1960. El Tratado SALT I de 1972 limitó a 656 el número silos de misiles balísticos lanzados por submarinos estadounidenses, basados en el total de silos de misiles de los cuarenta y un submarinos, en línea con el objetivo del tratado de limitar las armas nucleares estratégicas al número ya existente.

## Descripción
Los submarinos nucleares de misiles balísticos (SSBN) "41 for Freedom" estaban armados con misiles balísticos lanzados desde submarinos (SLBM) para crear una fuerza disuasoria contra la amenaza de guerra nuclear con cualquier potencia extranjera que amenazara a los Estados Unidos durante la Guerra Fría.
Estados Unidos había desplegado armas nucleares a bordo de submarinos con fines de disuasión desde 1959, utilizando el misil de crucero SSM-N-8 Regulus. Sin embargo, era una solución temporal, ya que el Regulus estaba limitado tanto por su tamaño: la mayor cantidad de misiles capaces de ser embarcados en el USS  Halibut era cinco: su alcance y velocidad, así como el hecho que el submarino tenía que salir a la superficie para lanzar el misil. La intención era que el elemento principal de disuasión nuclear estratégica de la Marina de los EE. UU. fuera un submarino armado con misiles balísticos.
La Marina de los EE. UU. creó una nueva clasificación de submarinos para estos barcos los : SSBN. El primero de los submarinos "41 for Freedom" que se completó fue el USS George Washington. Entregado el 30 de diciembre de 1959. El último barco para entrar en servicio fue el USS  Will Rogers, entregado el 1 de abril de 1967. Estos 41 fueron reemplazados por los submarinos de la clase Ohio entre 1980 a 1992.
El USS  Kamehameha, que en sus últimos años operaba como plataforma SEAL, fue dado de baja el 2 de abril de 2002. Siendo el último barco de los submarinos originales "41 for Freedom" en servicio, y el submarino más antiguo de la Marina de los EE. UU. Con casi 37 años, tenía el récord de la vida útil más larga de cualquier submarino de propulsión nuclear. Siendo superado a partir de 2014, por dos barcos, el USS Daniel Webster y el USS Sam Rayburn, aunque están fuera de servicio, continúan sirviendo como barcos de entrenamiento amarrados, adscritos a la Nuclear Power School en Charleston, Carolina del Sur. 

## Submarinos del grupo
| Clase             | Completado | Retirado | Preservado | En servicio | Polaris A1/A2 | Polaris A1/A2 | Polaris A3 | Polaris A3    | Poseidon C3 | Poseidon C3   | Trident C4 | Trident C4    |
| Clase             | Completado | Retirado | Preservado | En servicio | Si/No         | N.º de buques | Si/No      | N.º de buques | Si/No       | N.º de buques | Si/No      | N.º de buques |
| ----------------- | ---------- | -------- | ---------- | ----------- | ------------- | ------------- | ---------- | ------------- | ----------- | ------------- | ---------- | ------------- |
| George Washington | 5          | 5        | 0          | 1959–1985   | Sí            | 5             | Sí         | 5             | No          | 0             | No         | 0             |
| Ethan Allen       | 5          | 5        | 0          | 1961–1992   | Sí            | 5             | Sí         | 5             | No          | 0             | No         | 0             |
| Lafayette         | 9          | 9        | 1*         | 1963–1994   | Sí            | 9             | Sí         | 9             | Sí          | 9             | No         | 0             |
| James Madison     | 10         | 10       | 1*         | 1964–1995   | No            | 0             | Sí         | 10            | Sí          | 10            | Sí         | 6             |
| Benjamin Franklin | 12         | 12       | 0          | 1965–2002   | No            | 0             | Sí         | 12            | Sí          | 12            | Sí         | 6             |

* Preservada como buque de entrenamiento

## Galería

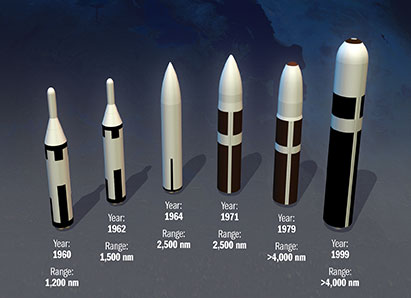
Misiles balísticos de la Armada de EEUU (de izquierda a derecha): Polaris A1, Polaris A2, Polaris A3, Poseidon, Trident I and Trident II
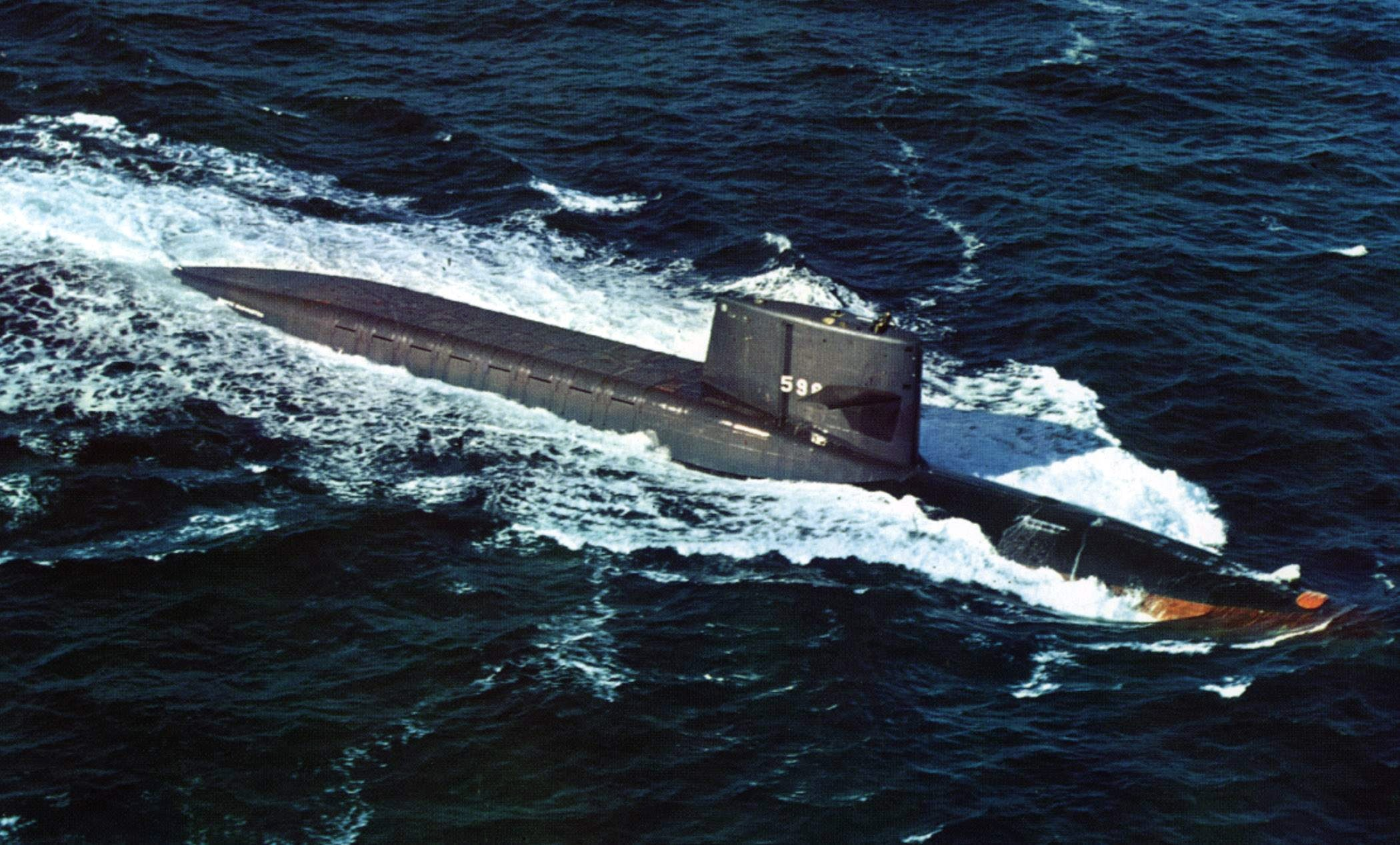
Submarino George Washington.
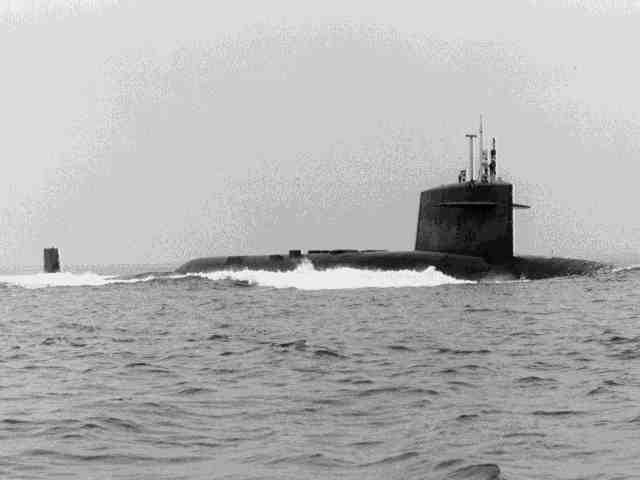
Submarino Ethan Allen.
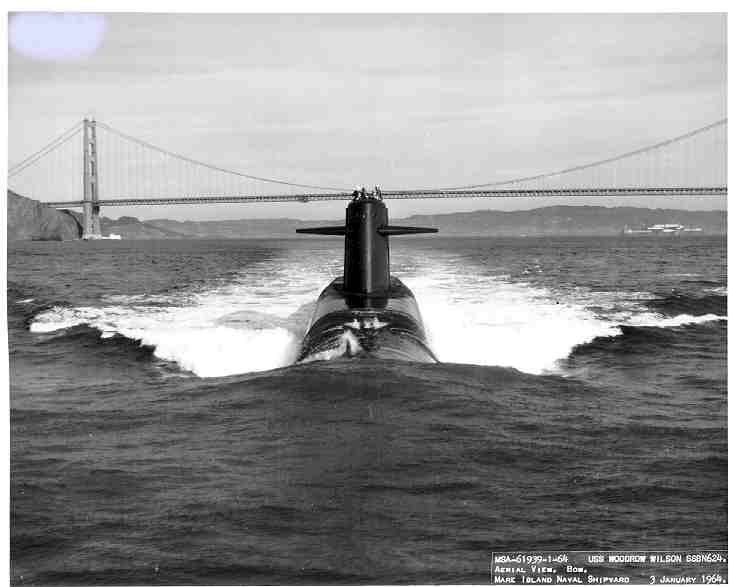
Submarino Woodrow Wilson. De la clase Lafayette.
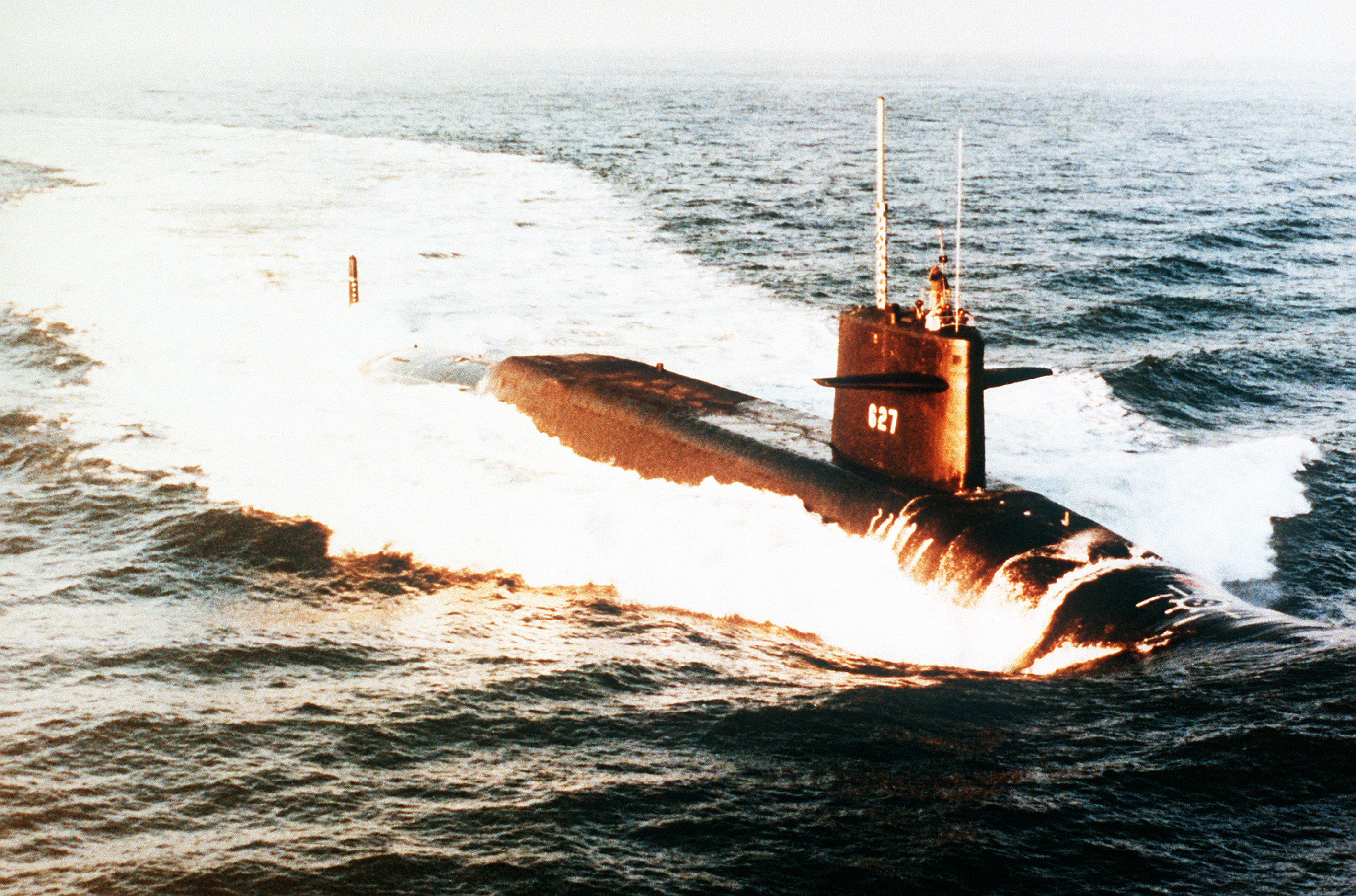
Submarino James Madison.
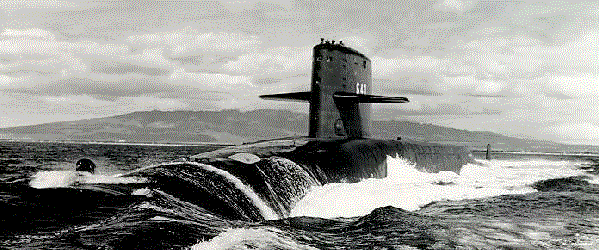
Submarino Benjamin Franklin